# Національна премія України імені Тараса Шевченка — лауреати 2003 року
Національні премії України імені Тараса Шевченка в галузі літератури, журналістики, мистецтва і архітектури 2003 року були присуджені Указом Президента України від 6 березня 2003 р. № 199 за поданням Комітету по Національних преміях України імені Т. Г. Шевченка. Розмір Національної премії України імені Тараса Шевченка склав сімдесят п'ять тисяч гривень кожна.

## Список лауреатів
| Галузь                           | Лауреат                                                                                       | Обґрунтування |
| -------------------------------- | --------------------------------------------------------------------------------------------- | --- |
| Література                       | Герасим'юк Василь Дмитрович — поет                                                            | за книгу віршів «Поет у повітрі»                                                                                        |
| Література                       | Медвідь В'ячеслав Григорович — прозаїк                                                        | за роман «Кров по соломі»                                                                                               |
| Образотворче мистецтво           | Левитська Марія Сергіївна — художник-сценограф                                                | за сценографічні роботи останніх років                                                                                  |
| Концертно-виконавська діяльність | Палкін В'ячеслав Сергійович — диригент                                                        | за концертні програми 1998–2002 років                                                                                   |
| Театральне мистецтво             | Шулаков Віктор Олександрович — режисер-постановник Бровун Марк Матвійович — художній керівник | за виставу «Енеїда» за І. Котляревським у Донецькому академічному українському музично-драматичному театрі імені Артема |